# Aurahi (Saptari)
Pour les articles homonymes, voir Aurahi.
Aurahi (en népalais : औरही) est un comité de développement villageois du Népal situé dans le district de Saptari. Au recensement de 2011, il comptait 5 300 habitants.